# Музей водопровода (Салоники)
Музей водопровода — музей в районе Стагион города Салоники, Греция, открытый в феврале 2001 года в историческом здании Старой водокачки, которая принадлежит Салоникской компании водоснабжения и водоотведения (EYATh).
Музей создан для иллюстрации истории водоснабжения в Салониках, чтобы продемонстрировать различные этапы в обеспечении города водой, водосбор на потребление воды, и информирование общественности по таким вопросам, как снижение потерь воды, разработка экологических технологий водопользования и т.п

## Экспозиция
В музее два зала, где экспонируются мотор-машины и электрогенераторы, старые щиты электроэнергии и огромные насосные агрегаты. Первый зал когда-то служил котельной и включал две паровые машины, которые использовались для подготовки воды в период с 1892 до 1929 года. В этом зале работает информационный дисплей, который показывает, как готовился пар и подавался в паровые двигатели водокачки.
Во втором зале представлены насосы, дизельные двигатели первого и второго поколения (MAN и Mirrlees соответственно), и электрогенераторы производства компании BRUSH, которые использовались в Салониках в 1978 году. Все машины настоящие и до сих пор находятся в хорошем рабочем состоянии. Одна из машин даже установлена таким образом, что посетители могут увидеть, что происходит внутри, когда она работает.
В другой части здания представлены измерительные приборы и инструменты, используемые ремонтными бригадами.